# 10 novembre 1927
Le jeudi 10 novembre 1927 est le 314e jour de l'année 1927.

## Naissances
- Geneviève Dinand (morte le 14 novembre 1987), pianiste française
- Jacob Pleydell-Bouverie (mort le 10 août 2008), noble britannique
- Jan de Wet (mort le 13 février 2011), homme politique namibien
- Martti Meinilä (mort en 2005), biathlète finlandais
- Pedro Bustos, joueur de basket-ball argentin
- Pierre Vallon (mort le 24 octobre 2016), personnalité politique française
- Sabah (morte le 26 novembre 2014), chanteuse et actrice libanaise
- Siegfried Tragatschnig (mort le 2 janvier 2013), peintre autrichien
- Vedat Dalokay (mort le 21 mars 1991), architecte turc

## Décès
- Hans Langseth (né le 14 juillet 1846), recordman de la longueur de barbe
- Louis Balleydier (né le 30 juillet 1856), juriste français
- Louis Garnier (né le 20 mai 1843), architecte français
- Lucien Lambeau (né le 8 août 1854), historien français